# Dale Hawkins
Dale Hawkins, geboren als Delmar Allen Hawkins, (* 22. August 1936 in Goldmine, Louisiana; † 13. Februar 2010 in Little Rock, Arkansas) war ein US-amerikanischer Rock-’n’-Roll-Sänger und Gitarrist, der oftmals als der Erfinder des Swamp Rock bezeichnet wird.
Seine Musik wurde vom Rock-’n’-Roll-Stil Elvis Presleys und dem Gitarrensound von Scotty Moore beeinflusst. Er vermischte diesen Sound mit dem Bluessound der in Louisiana ansässigen schwarzen Musiker und erfand so den Swamp-Rock-Klassiker Susie Q.

## Leben

### Kindheit und Jugend
Hawkins wurde in Goldmine (Louisiana), geboren, das ungefähr 30 Meilen von Ferriday entfernt ist. Hawkins’ Mutter war Lehrerin in der kleinen Schule der Gemeinde, während sein Vater in verschiedenen Country-Bands spielte. Dale Hawkins’ Bruder Jerry Hawkins schlug später ebenfalls eine Karriere als Musiker ein. 1939 ließen sich die Eltern scheiden und Hawkins absolvierte die High School in Bossier City. Musikalisch beeinflusst wurde er in dieser Zeit vom Country Blues der afroamerikanischen Bevölkerung. Auf den Baumwollfeldern arbeitete Hawkins mit vielen Schwarzen zusammen und musizierte auch mit ihnen während der Pausen. Mit 16 verpflichtete er sich für die United States Navy.

### Karriere
Nach seiner Militärzeit lebte Hawkins in Shreveport (Louisiana), wo er tagsüber in Stan Lewis’ Plattenladen arbeitete und die aktuellen Rhythm-and-Blues-Platten studierte. Abends spielte er in den Clubs von Bossier City (das nicht weit entfernt von Shreveport auf der anderen Seite des Red Rivers liegt) hauptsächlich Blues.
Motiviert durch den Erfolg seines Freundes Bobby Charles, der bei Chess Records mit Later Alligator einen Hit hatte, nahm er 1956 in einer nächtlichen Session zusammen mit den Brüdern John und Al Jones im Studio des Senders KWKH einige Titel auf, darunter See You Soon Baboon. Stan Lewis nahm sich Hawkins als Manager an und brachte die Titel zu Leonard Chess, Besitzer des Chess-Labels, der See You Soon Baboon zusammen mit Four Letter Word im Juli 1956 auf seinem Sublabel Checker Records veröffentlichte. Der Single war jedoch kein besonderer Erfolg beschieden.
Hawkins trat 1957 immer noch in den Clubs um Shreveport und Bossier City auf. Er und seine Band arbeiteten seit längeren an dem Song Susie Q. Zu dieser Zeit wurde Hawkins auch stark von Elvis Presley und dessen Gitarristen Scotty Moore sowie Roy Buchanan beeinflusst, trotzdem hielt er die starke Verbindung zum Blues. Susie Q wurde 1957, wieder im KWKH Studio, zusammen mit Hawkins’ Band und dem Gitarristen James Burton aufgenommen. Hawkins schickte die Bänder erneut an Chess, der Susie Q veröffentlichte. Es dauerte einige Zeit, aber letztlich konnte der Song bis auf Platz sieben der R&B-Charts sowie auf Platz 27 der Billboard Hot 100 vorrücken. Der Titel gilt als wegweisend für den Swamp Rock und beeinflusste die Band Creedence Clearwater Revival, die eine Coverversion des Stücks aufnahm und 1968 veröffentlichte.
Hawkins konnte in der Folgezeit seinen Erfolg wiederholen. 1958 gelang ihm mit La-Do-Dada ein weiterer Charterfolg (Platz 32), jedoch konnte er sich nicht auf nationaler Ebene etablieren. Bis 1962 blieb er bei Checker Records, wechselte danach für ein Jahr zu Tilt Records und nahm danach noch einige weitere unbeachtete Singles auf.
In den 1960er Jahren arbeitete er für verschiedene Labels als Produzent und A&R-Manager. Unter den vielen Produktionen befanden sich Alben von den Uniques, Five Americans, Ronnie Self, James Bell oder Harry Nilsson. 1999 erschien mit dem Album Wildcat Tamer erstmals wieder neues Material von Hawkins, das in der Fachpresse positiv bewertet wurde. Es folgten weitere Alben wie Back to Louisiana aus dem Jahr 2007.
Bei Dale Hawkins wurde 2006 Krebs diagnostiziert, dem er im Februar 2010 in Little Rock (Arkansas) erlag.